# Лягаево
Лягаево — деревня в Кочёвском районе Пермского края. Входит в состав Кочёвского сельского поселения. Располагается западнее районного центра, села Кочёво. Расстояние до районного центра составляет 5 км. По данным Всероссийской переписи населения 2010 года, в деревне проживало 117 человек (63 мужчины и 54 женщины).

## История
По данным на 1 июля 1963 года, в деревне проживало 235 человек. До конца 1962 года населённый пункт входил в состав Дуровского сельсовета, а в 1963 году деревня вошла в состав Кочёвского сельсовета.